# Casino Nobile
Il Casino Nobile o Casino Principale è un edificio di Villa Torlonia, villa di Via Nomentana a Roma.
Dall'ingresso della Villa si accede mediante un piccolo vialetto alberato in terra battuta e ghiaia (seconda traversa a destra del piazzale interno d'accesso) che immette ad uno scalone che a sua volta introduce ad un ampio spiazzale ov'è l'ingresso del Casino.
Una particolarità, la biglietteria del Casino Nobile è direttamente sullo spiazzale d'accesso di Villa Torlonia.

## Storia
Quando Giovanni Raimondo Torlonia acquistò il fondo agricolo della Vigna Colonna nei pressi della Via Nomentana commissionò Giuseppe Valadier il restauro degli edifici compresi nel fondo della vigna.

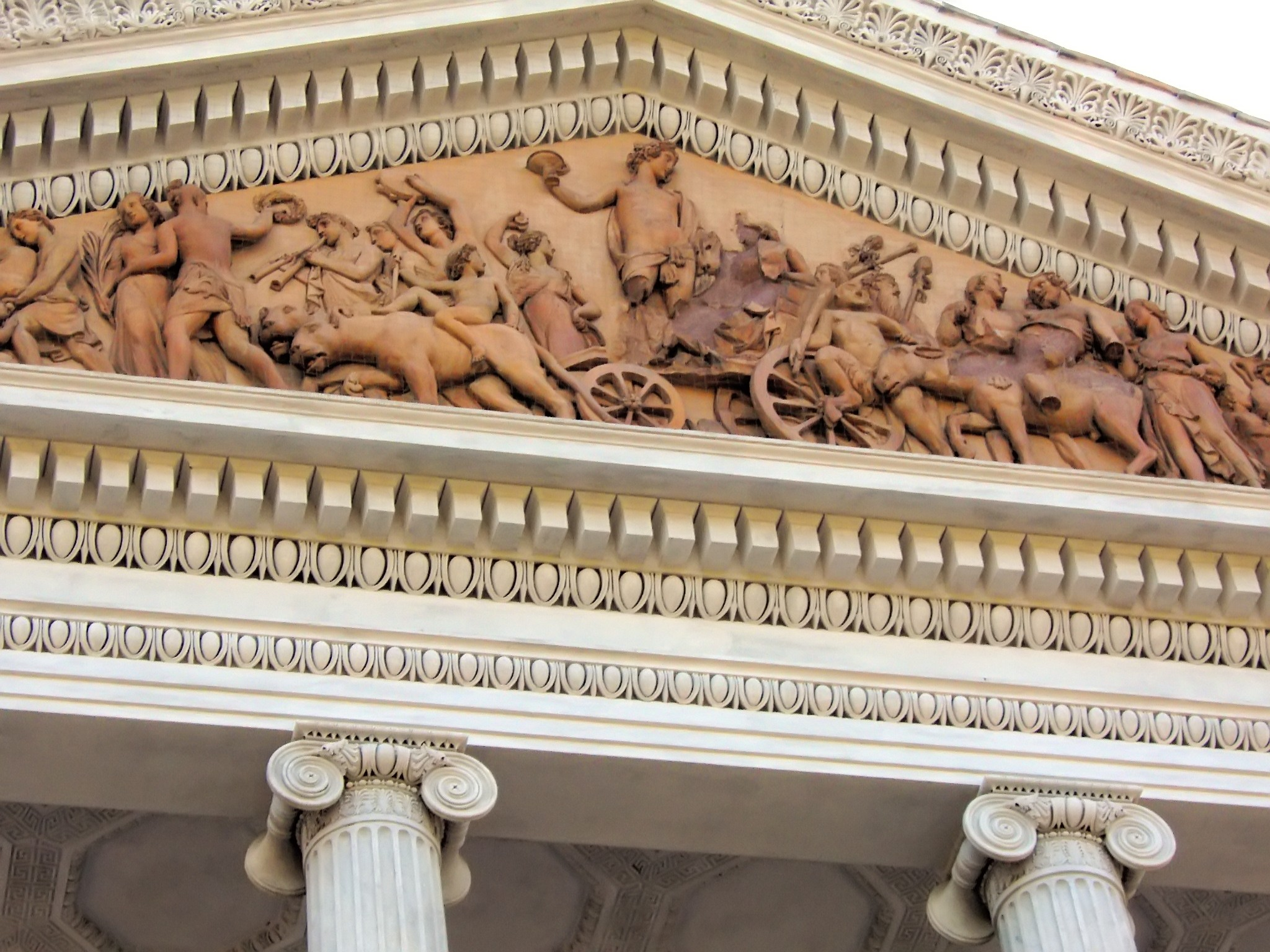
Particolare del frontone in terracotta con un altorilievo raffigurante Bacco

I primi lavori di restauro e di ampliamento del Casino durarono dal 1802 al 1806 e compresero stucchi e riassetto quadri interni (alcuni dei quali sono stati spostati nella sala interna del Casino detta a "Berceau").
Alla morte di Giovanni Torlonia i lavori di miglioria e di ampliamento dello stabile furono continuati da parte del figlio Alessandro Torlonia chiamando altri artisti.
L'idea di Alessandro era quella di rendere monumentale l'ingresso dello stabile inserendo un vestibolo sulla facciata.
Sul frontone venne inserito un altorilievo in terracotta rappresentante una scena di Trionfo di Bacco realizzata da Rinaldo Rinaldi.

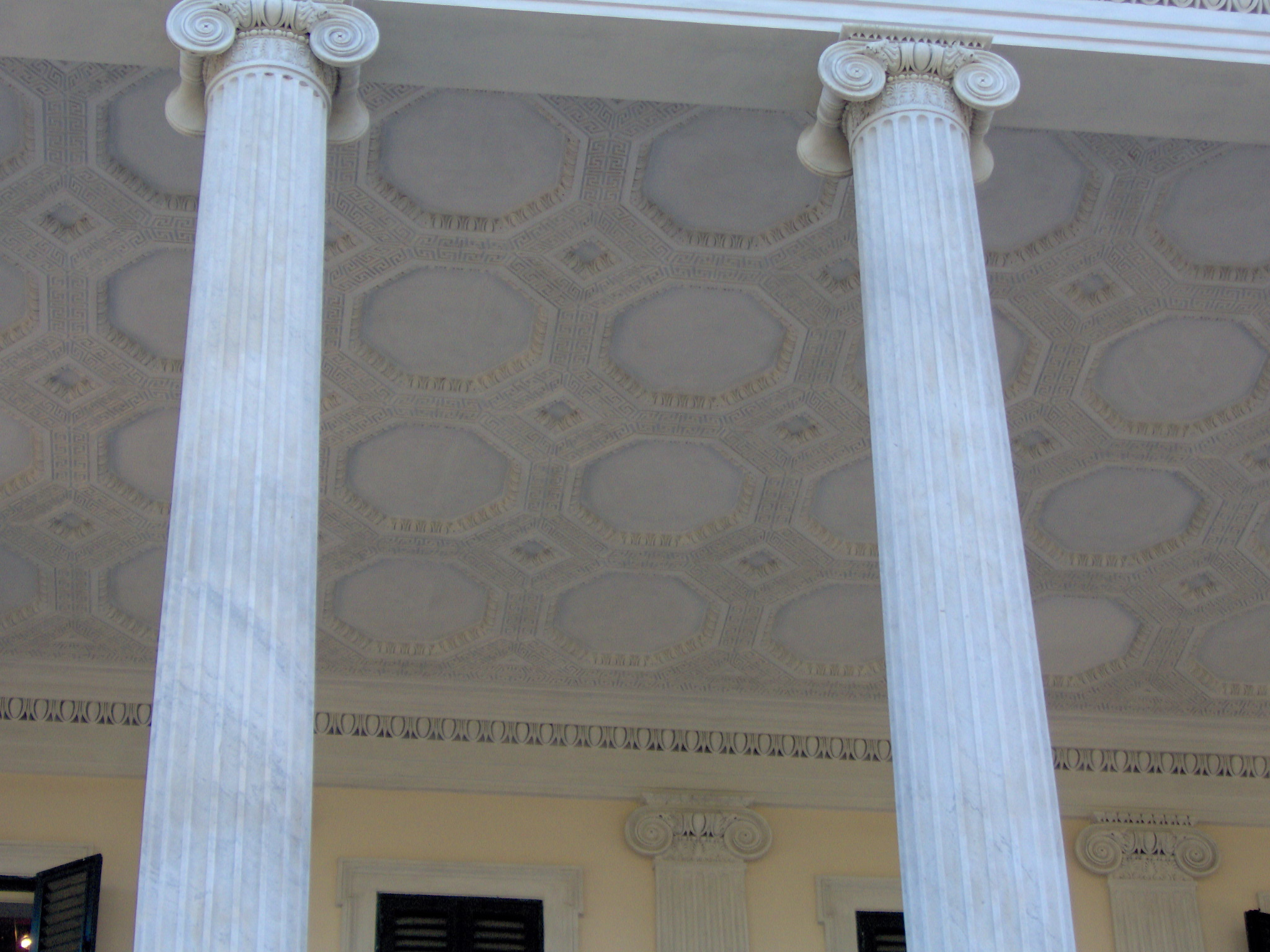
Particolare del soffitto dell'atrio del Casino

Dal 1925 al 1943 il Casino Nobile fu usato come residenza di Mussolini a Villa Torlonia che vi abitò insieme alla famiglia: in tale periodo furono aggiunti alla struttura due bunker e operati ammodernamenti.
Il piano terra ed il piano nobile avevano funzione di rappresentanza e le sale avevano decorazioni a tema variabile da sala in sala.

Il seminterrato ed il 2º piano erano adibiti ad alloggi per la servitù.

L'accesso al livello seminterrato era garantito da una galleria sotterranea ancora oggi esistente.

Dal piano seminterrato si accede ai due bunker fatti erigere da Benito Mussolini e ad una sala ipogea:
- un bunker è antigas,
- l'altro è antiaereo,
- la sala ipogea è stata rinvenuta tramite recenti lavori di ristrutturazione dell'edificio.

Le decorazioni e gli arredi, realizzati da Giovan Battista Caretti della sala sono a renderla simile ad un sepolcro etrusco.

## Descrizione

### Esterno

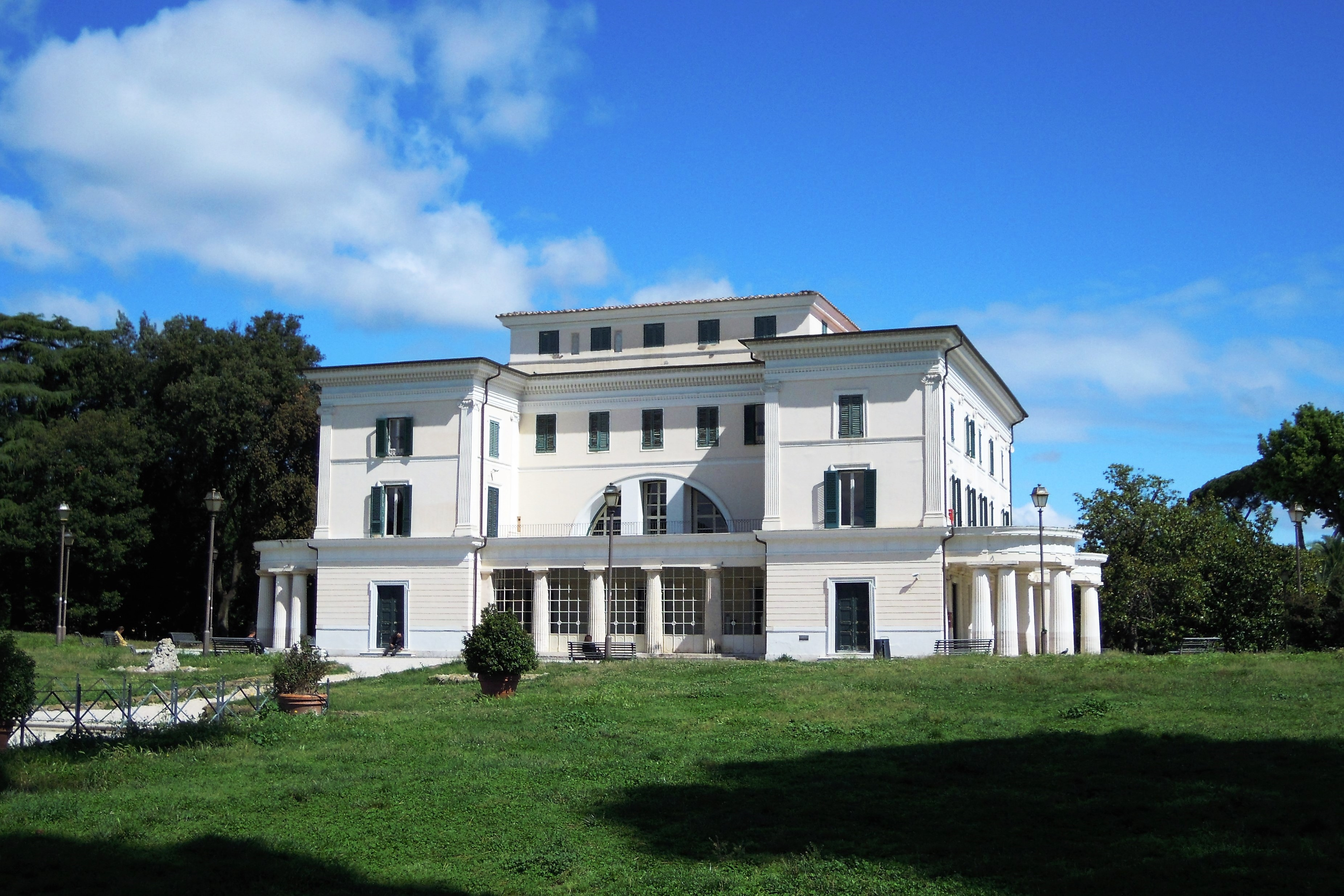
Facciata posteriore del Casino Nobile

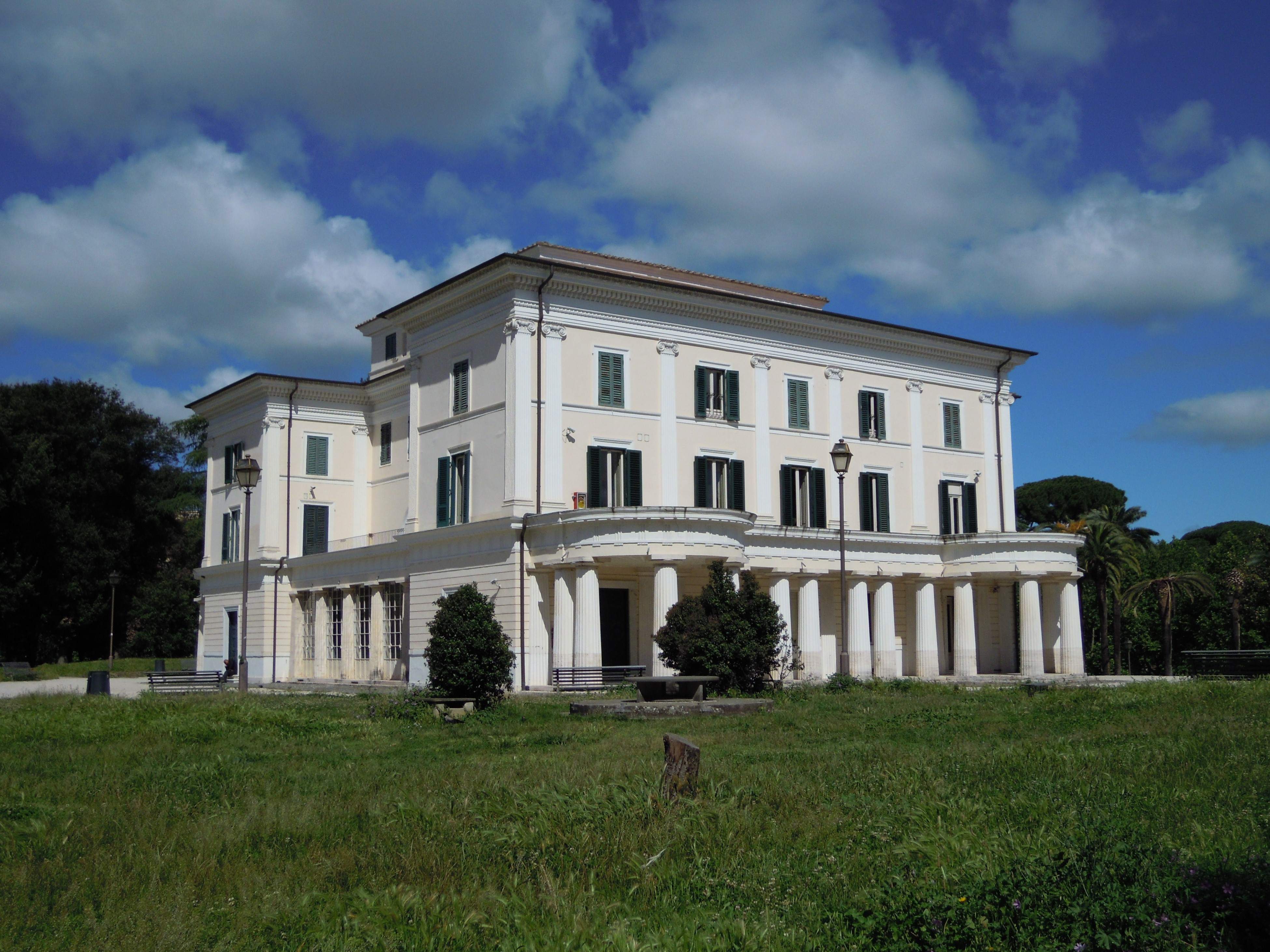
Vista laterale del Casino Nobile

La facciata, originaria del Valadier, è costituita da un pronao composto di un porticato al pianterreno, mentre al primo piano è formato da un loggiato e colonne con capitelli in stile ionico che sorreggono un frontone triangolare con un altorilievo.

La parte inferiore di questa facciata era formata da una base d'appoggio a bugnato con parti imitanti il travertino. Qui, anticamente, era consentito l'accesso alle carrozze.
Nell'atrio sono conservati due sculture: una "Base moderna con frammento di sarcofago antico" della IIª metà del III secolo d.C. e una "Base moderna composta da un'ara antica" di tarda età flavia (fine I secolo d.C.-primi anni del II secolo d.C.)..
- La "Base moderna con frammento di sarcofago antico" è in marmo di Carrara e marmo greco insulare[6].

Nell'altorilievo vi è raffigurato un leone che azzanna un cinghiale, ipotesi vogliono datata l'opera negli anni 270-280 per via degli effetti di chiaroscuro delle ciocche della criniera del leone creati col trapano.
Nel pelame e nel muso del cinghiale sono presenti effetti in contrasto con elementi di epoca precedente.
- La "Base moderna composta da un'ara antica" è in marmo di Carrara e marmo lunense[7].

La parte frontale della Base moderna è realizzata da pilastri squadrati a capitelli a forma di aquile che spiccano il volo.
Il fregio è ad acanto, girali vegetali, un toro ed un leone.
Un'iscrizione latina fa supporre la presenza sulla base di un bronzo romano.
Le facce laterali sono decorate con un urceus ed una patera umbelicata che fanno supporre un rito sacrificale in onore di un defunto.

### Interno

#### Il Museo della Villa

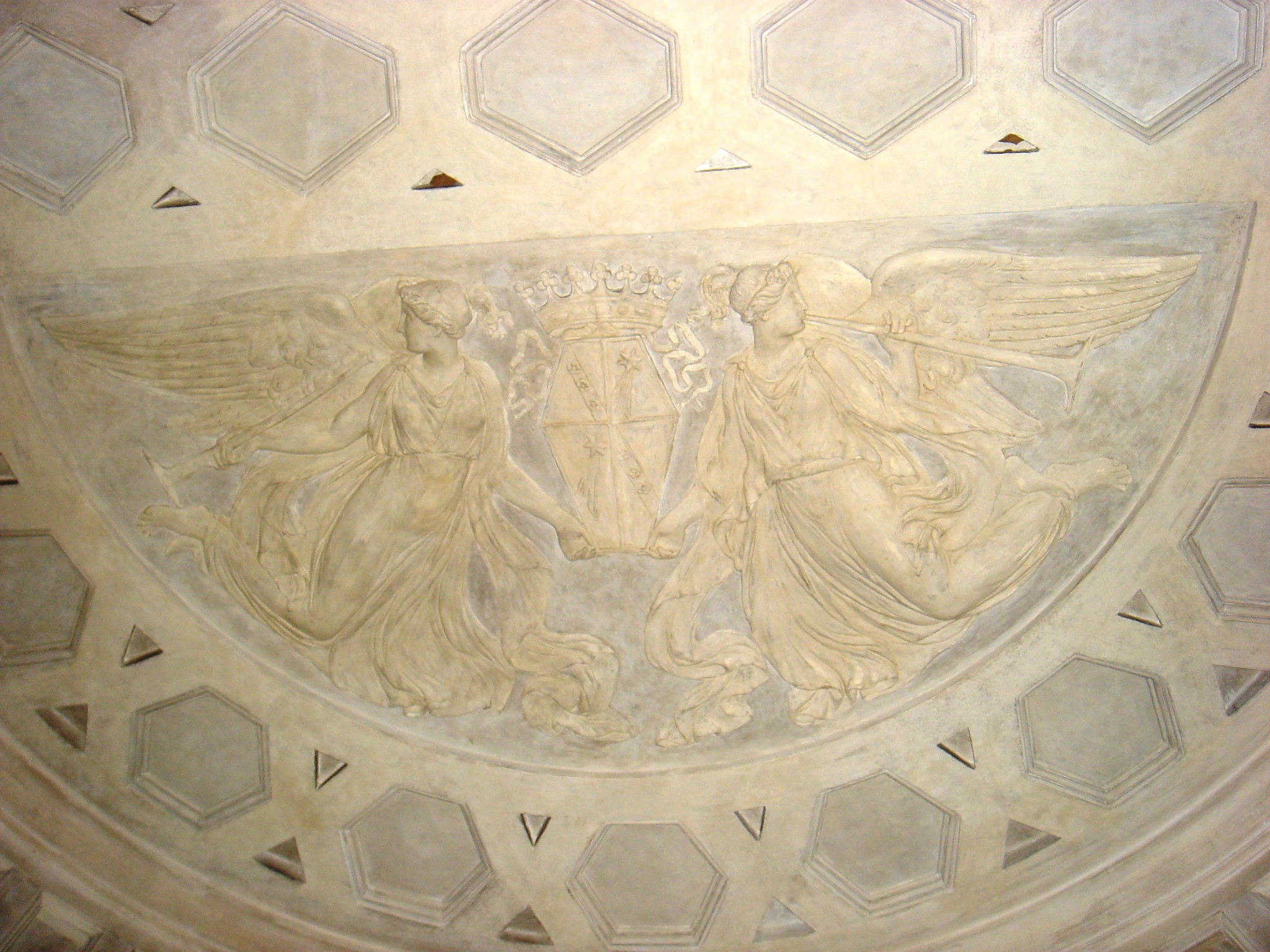
Un particolare dell'interno

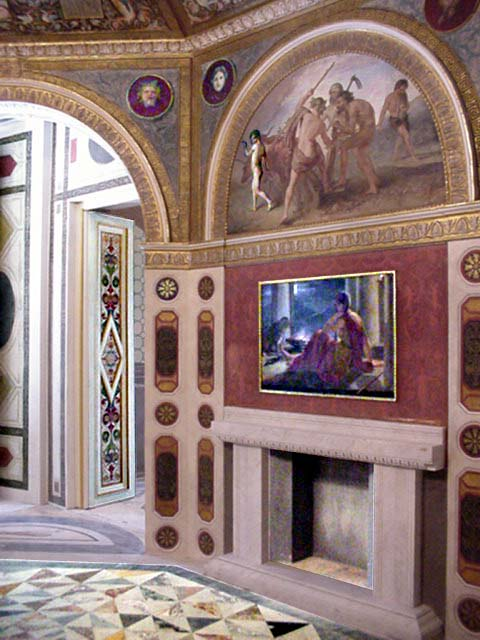
Un particolare di una delle sale all'interno

Nell'interno si trovano il Museo della Villa ed il Museo della Scuola Romana, più un seminterrato chiuso al pubblico.
A parte i dipinti moderni, di proprietà del Comune di Roma, le statue e gli arredi provengono in larga parte dalle collezioni Torlonia (sebbene non siano che una piccola parte rispetto alle cospicue collezioni di antichità e di arte ancora in possesso della famiglia e conservate in un palazzo di via della Lungara)..

##### Ingresso
Questa sala è di forma ellittica con dodici colonne in marmo bianco. La volta è suddivisa in scomparti da stuccature, per ogni scomparto vi sono raffigurati gli stemmi Torlonia ed allegorie della Fama. Le pareti sono in simil-marmo fior di pesco. Il pavimento è in marmo di Carrara e bardiglio che riprende il disegno del soffitto.

##### Primo vestibolo
Questa sala è la prima alla sinistra dell'ingresso. Le pareti sono in simil-marmo-breccia corallina. Il soffitto è a cassettoni con parti dorate e figure raffiguranti putti, piccoli rosoni e volute.
In questa stanza vi sono delle sculture della collezione Torlonia:
- un'amazzone di Bartolomeo Cavaceppi, in marmo di Carrara, copia dell'Amazzone Mattei conservata nei Musei Capitolini e restaurata dal Cavaceppi, a sua volta da un originale greco bronzeo greca. La copia nella villa fu scolpita proprio nello stesso periodo del restauro della statua nei musei capitolini[10]. Questa statua fu ritrovata in una nicchia dell'androne del palazzo Torlonia di piazza Venezia, poi fu trasferita sul muro d'ingresso di villa Torlonia prima della collocazione attuale[10].
- un fauno di Bartolomeo Cavaceppi, in marmo di Carrara. Come la statua dell'amazzone si tratta di una statua dei Musei capitolini a sua volta copia di una statua greca. La copia nei Musei Capitolini fu restaurata dal maestro di Cavaceppi, Carlo Antonio Napollioni, è probabilmente Cavaceppi ne curò i calchi per tyrarne delle copie. Anche questa statua fu ritrovata in una nicchia dell'androne del palazzo Torlonia di piazza Venezia e poi trasferita sul muro d'accesso di Villa Torlonia prima di essere trasferita nel Museo della Villa.[9][11]
- un frontone di aedicula con simboli di Fortuna di età traianea (fine I - inizio II secolo d.C.). Fu trovato nel mausoleo di Claudia Semne sulla Via Appia ed in seguito portato insieme ad altri reperti nel palazzo Torlonia. Riproduce gli attributi della dea composti da due cornucopie legate per mezzo di un nastro al centro del mondo attraversato da una fascia, sulla sinistra un timone e una patera, mentre sulla destra una ruota e un urceus.[9][12]

##### Bagno
Questa sala è ispirata alle "stufe" rinascimentali sia alla sua disposizione nel contesto dell'edificio che nelle pitture murarie a grottesco.
Tra le pitture, realizzate da Pietro Paoletti, che raffigurano storie vi sono:
- Leda con il cigno
- Diana e Callisto
- Pan e Siringa
- Nascita di Venere
- Ratto di Europa[13]

Questi quadri, posti tra decorazioni dai colori vivaci, sono eseguiti con la tecnica di olio su muro, eccetto la scena di Galatea, in parte realizzata in affresco anch'esso dal Paoletti.
Completano il tutto delle colonne.

##### Biblioteca
Nella biblioteca vi sono solamente le decorazioni della volta a botte con, al centro, un quadro di Pietro Paoletti raffigurante Dante e Virgilio che incontrano i poeti antichi.
Vi si trova una copia della Danzatrice con il dito al mento o Danzatrice Manzoni, dal nome del commendatario Domenico Manzoni che commissionò la statua nel 1811 per 4400 scudi ad Antonio Canova. La statua è in marmo di Carrara e risulta tronca di testa mani e piedi. Si trovava in una nicchia della tribuna con fontana di Villa Torlonia e mostra una superficie altareata dai danni atmosferici.

##### Stanza aberceau
Il nome berceau sta ad indicare la decorazione della volta che crea così un finto pergolato.
Al centro era posto un riquadro con putti volanti intorno ad uno stemma dei Torlonia.

Tuttavia, questo riquadro, di Domenico del Frate, è andato perduto.

Sulle pareti vi erano dei dipinti di Giovan Battista Caretti raffiguranti dei panorami.
I bassorilievi di Antonio Canova
Sono tre di un totale di dieci posti originariamente nella sala da pranzo del casino di villa Torlonia ed erano ancora in questa sede quando, nel 1829, passò in eredità da Giovanni ad Alessandro Torlonia, ma furono dispersi nel 1832 quando furono condotte delle migliorie per volere di Alessandro Torlonia. Nel 1997 sono stati ritrovati tre dei dieci altorilievi in alcuni sotterranei del Teatro di villa Torlonia. Sono copie di esemplari oggi custoditi nel Museo Correr di Venezia e in alcune collezioni delle Gallerie d'Italia.
I tre bassorilievi, tutti in gesso, raffigurano:
- Danza dei Feaci (dall'Odissea di Omero);[16][17], episodio tratto dall'ottavo libro dell'Odissea ove Alio e Laodamante, figli di Alcinoo, re dei Feaci.[17] I due personaggi raffigurati danzano di fronte ad Ulisse.[17] Il ritmo di danza viene amplificato dalla circolarità del movimento del drappo tenuto per mano dai due danzatori.[17] La palla in sospeso ai piedi dei danzatori indica la perfezione dell'universo.[17]
- Morte di Priamo (dall'Eneide di Virgilio)[16][18]
La raffigurazione della scena rappresenta Pirro, figlio di Achille, che afferra Priamo per i capelli nell'atto di colpire a morte il suo avversario.[18] Per lo stile viene accostato a degli stessi soggetti di una scultura del 1400, una pittura di Gavino Hamilton e di alcuni vasi greci.[18]
- Socrate che beve la cicuta (dal Fedone di Platone).[16][19] Socrate è attorniato dai suoi seguaci immersi nel dolore.[19] Sulla sinistra è un personaggio raffigurato in stile giottesco-masacciesco con la testa piegata sulle mani, i personaggi sulla destra sono man mano meno in rilievo a notare un calo della tensione drammatica.[19] Dietro Socrate si nota una panca con sopra una tunica ed una catena (la catena rappresenta la prigionia).[19]

##### Portico
La stanza, collega le due ali del palazzo. è marcata da colonne toscane in travertino e dà all'esterno mediante porte vetrate.
Vi sono conservate 2 statue, entrambe sono state restaurate da Cavaceppi verso la fine del XVIII secolo:
- una raffigurante di Athena Parthénos di tarda età traianea (inizio II secolo d.C.-III secolo d.C.), copia romana dell'originale crisoelefantino di Fidia;[20] in marmo pentelico con integrazioni in marmo lunense.[21] e proveniente dallo studio dello scultore Cavaceppi. Venne, poi, acquistata da Giovanni Torlonia senior nel 1800 e collocata nei pressi dei propilei d'ingresso.[21] Ipotesi la vogliono collocata nel Tempio Diruto di Minerva demolito agli inizi del XX secolo.[21] Originariamente vi erano la testa (asportata nel 1983), la mano sinistra che reggeva una lancia ed il piede sinistro.[21] Sul petto e sulle spalle vi sono degli scudi con gorgoneion con cornicee di otto code di serpenti arrotolate.[21]
- un'altra raffigurante la "Grande Ercolanense" o Cerere[20], in marmo insulare con aggiunte in marmo di Carrara dovute ai restauri[22] È acefala ed è stata identificata con Cerere dal fatto che sorregge dei bulbi di papavero.[22]

Le due stanze site ai due lati sono spoglie e vi sono la sala video e documentazione.

#### Camera di Psiche
La camera è sita di fronte alla Stanza a "Berceau"
ed è chiamata così per gli affreschi istorianti scene di Psiche realizzati sulla volta da Pietro Paoletti in stile raffaellesco.
Le scene sono così rappresentate:
- Amore che incorona Psiche
- Psiche e Giove
- Psiche davanti a Venere
- Psiche e Amore dormiente
- Mercurio che presenta Psiche a Giove

Le altre opere nella stanza sono le statue:
- Diana cacciatrice della scuola di Bertel Thorvaldsen, della metà del XIX secolo[23], in marmo di Carrara.[24] Anche se la statua è acefala, la testa è presente in alcune foto d'archivio.[24] Il vestito, anomalamente per il soggetto, lascia scoperte le gambe.[24] Proviene dalla zona di Villa Torlonia tra il Casino dei Principi e le Scuderie Vecchie.[24]
- satiro acefalo di Bartolomeo Cavaceppi[23], in gesso, acefala e priva dell'avambraccio sinistro, del polpaccio e di un pezzo del piede sinistro. La gamba destra poggia su un tronco vivacemente decorato mentre la mano destra regge un tirso, con la mano sinistra reggeva un otre. Si tratta di una copia dell'originale marmoreo conservato a Villa Albani. La collocazione originale risulta ignota.[25]
- Testa di donna della bottega di Bartolomeo Cavaceppi[23], in marmo di Carrara e più grande del reale, fortunosamente ritrovata nei sotterranei del teatro della villa. Il naso e il collo risultano rovinati; non si sa se la testa faceva parte di una scultura femminile integra o di un busto.[26]

##### Camera dei poeti e degli artisti italiani

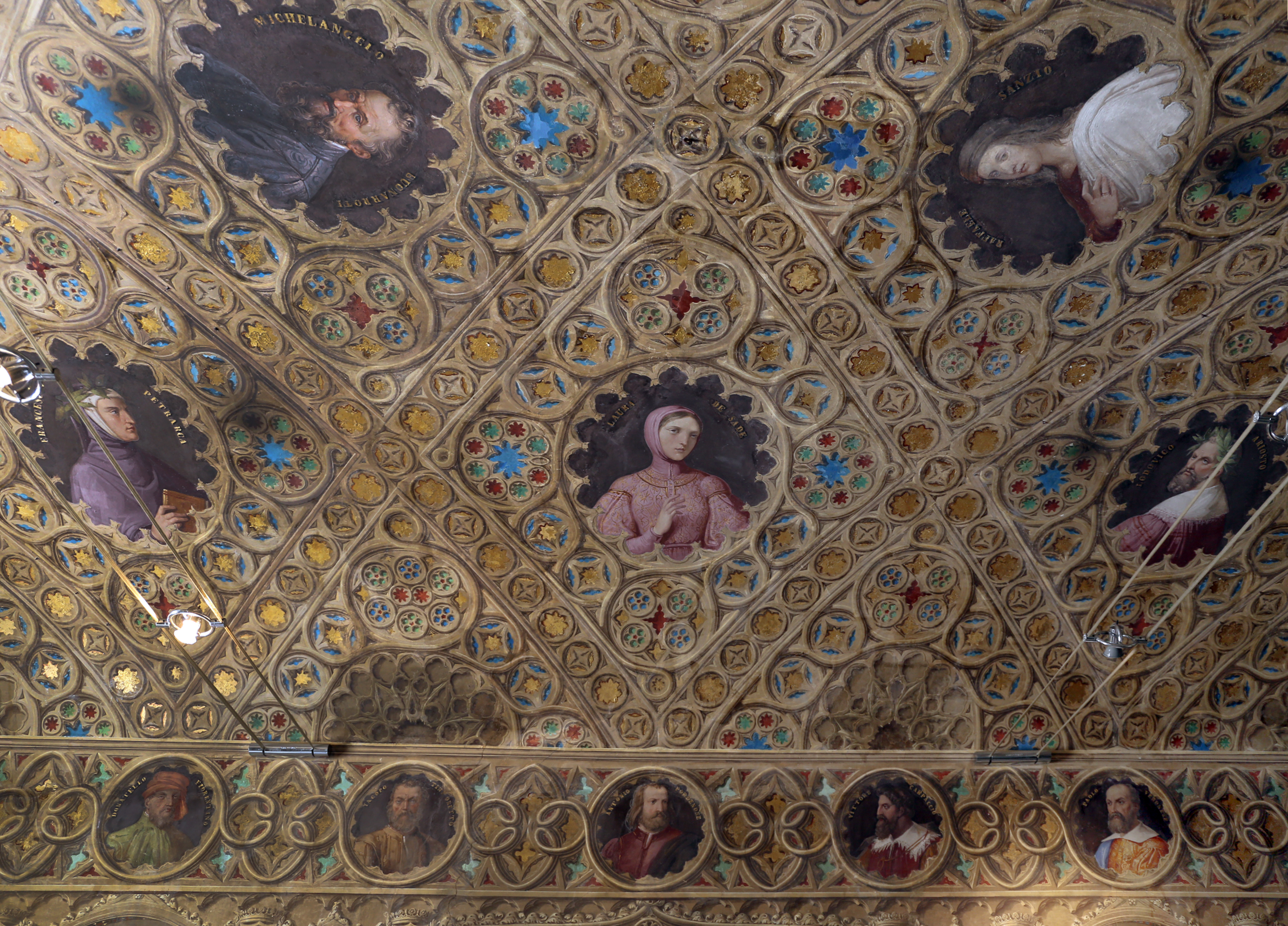
Alcuni dei poeti e degli artisti italiani rappresentati sulla volta

Questa camera deve il nome ai trentadue ritratti di Pietro Paoletti inseriti in un contesto di architettura pitturata in stile neogotico.
Tra i ritratti più rappresentativi vi sono:
- Dante
- Petrarca
- Leonardo da Vinci
- Michelangelo Buonarroti
- Carlo Torlonia, ritratto che sostituì quello di Giorgio Vasari

Tra le sculture, invece, vi è una Diana gabina di anonimo del XIX secolo., in ghisa. Si tratta di una copia di un originale greco scolpito da Prassitele nel 345-346 a.C. per il tempio di Artemide Brauronia dell'acropoli di Atene e, attualmente, conservata al Museo del Louvre e recuperata dagli scavi di Gabii nel 1792. Raffigura Diana nell'atto di indossare gli abiti. Nel XIX secolo, per la moda dell'epoca, ne furono create diverse copie. Questa presenta tracce di doratura trovate nell'ultimo restauro invitano a supporre che la statua anticamente era completamente rivestita del biondo metallo. Proviene dai pressi del Villino medievale di Villa Torlonia.

##### Secondo vestibolo
È una sala limitrofa all'ingresso, posta simmetricamente al 1º vestibolo a cui è molto simile nell'aspetto.

È pitturata con delle pitture ad imitare il marmo giallo antico.

Il soffitto è a cassettoni con stucchi a forma di rosette e foglie di acanto.
Tra le statue in questa sala vi sono:
- la Pudicizia di Bartolomeo Cavaceppi;[29]

È in marmo di Carrara.
Cavaceppi si basò sull'originale del II secolo d.C. detto Pudicizia Capitolina.
Originariamente si trovava in un'edicola dell'androne di Palazzo Torlonia, indi fu posto sul muro d'ingresso di Villa Torlonia per essere posto infine in questa camera del Casino Nobile.
- Pandora di Bartolomeo Cavaceppi;[29]

Anche questa statua è in marmo di Carrara ed è una copia di una statua romana che ipotesi vogliono in origine si trattasse di un sacerdote.
Nel 1753 fu acquistata da Papa Benedetto XIV per inserirla nella collezione capitolina.
Il restauro Cavaceppi dell'originale vide la sostituzione della testa della statua con una più antica.
Anche questa statua era posta inizialmente al Palazzo Torlonia e poi sul muro d'ingresso di Villa Torlonia.
- Adriano, dello studio di Bartolomeo Cavaceppi;[29]

Come le due statue precedenti è in marmo di Carrara ed è una copia di un originale romano.
Nella copia la testa dell'imperatore è girata in modo diverso rispetto all'originale.
Il paludamentum è invece in stile barocco.
- Caracalla dello studio di Bartolomeo Cavaceppi[29]

Questa è una copia in gesso dell'originale esposto nei Musei Capitolini.
L'espressione fu molto ammirata dai critici del tempo.
- ed Antistene dello studio di Bartolomeo Cavaceppi[29].

Sicuramente questa testa faceva parte dell'erma del filosofo Antistene.
Il volto è tipico dell'iconografia del personaggio.
L'originale è di Phyromacos (seconda metà del II secolo a.C.).

##### Sala da ballo

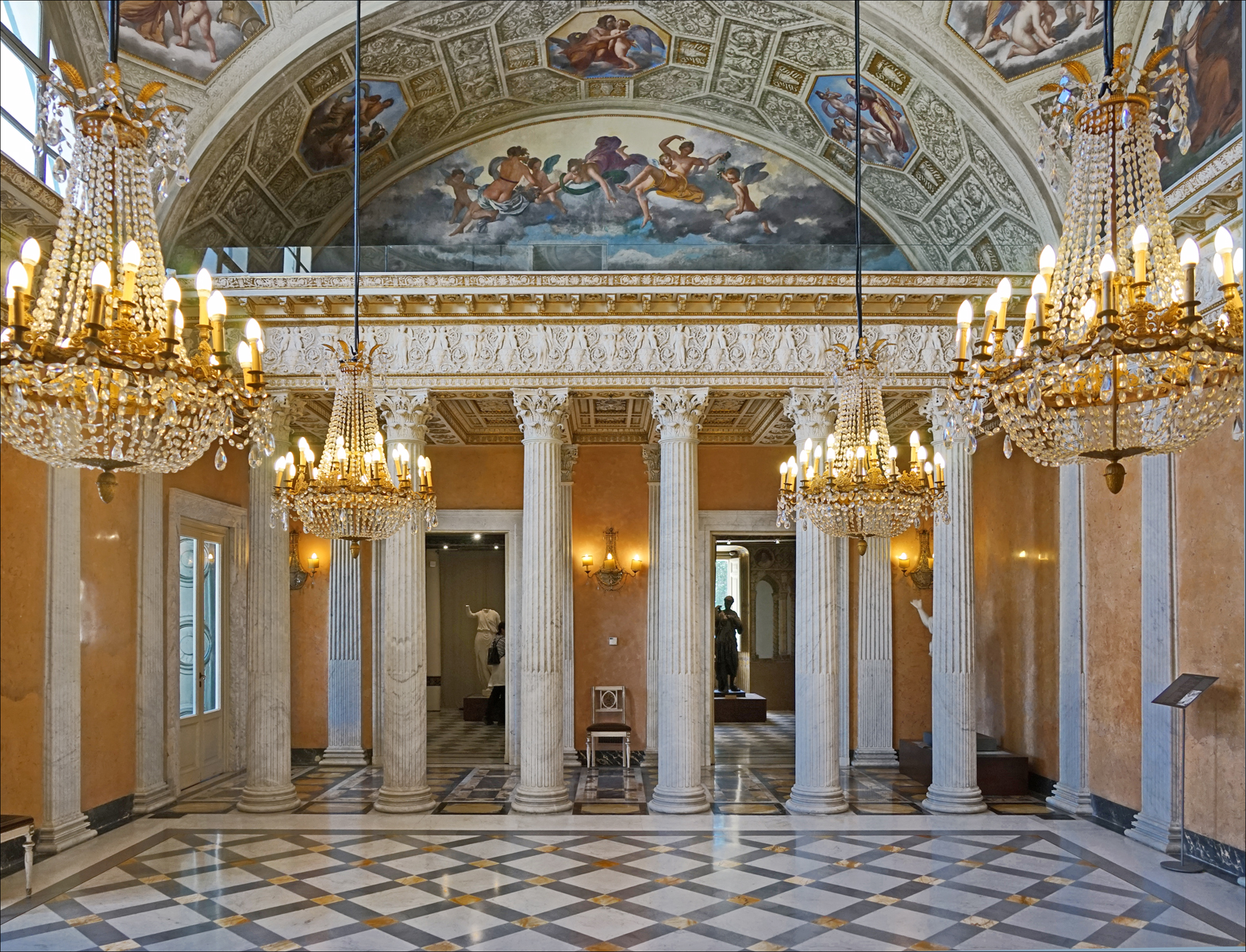
La sala da ballo

È la sala centrale del Casino Nobile e in altezza occupa 2 piani. Caretti mantenne la struttura originaria da Valadier, però aggiunse i due ballatoi, uno per lato, dei dipinti, stucchi dorature e marmi. Le colonne con capitelli compositi, il fregio di amorini, e i lacunari dorati sono di Pietro Galli.
Nella volta sono rappresentati:
- le storie di Amore di Domenico Toietti e Leonardo Massabò;[35]
- nelle lunette:
  - il volo delle dodici ore;[35]
  - il volo delle tre Grazie entrambi di Massabò[35]
  - ed il Parnaso di Francesco Coghetti.[35]

Le pareti sono decorate in giallo antico a simulare il marmo. Anticamente il pavimento era composto da un mosaico policromo, identico al mosaico di Palestrina, che nel 1888 fu trasportato nel palazzo Torlonia di piazza Scossacavalli ed oggi sostiruito da marmi dai colori sgargianti.
Le statue nella sala sono:
- Afrodite di età flavia (I secolo d.C.)-età adrianea (II secolo d.C.), restaurato dal Cavaceppi alla fine del XVIII secolo,[35] in marmo di Thasos con integrazioni in marmo lunense dovute al restauro, durante il quale fu trasformata in una ninfa.[36] La statua è ascrivibile a copisti di età flavia o adrianea per via dello stile, forse scolpita da un'officina di Thasos.[36] Fu collocata nel palazzo Torlonia, poi inserita nella prima edicola a sinistra del nicchione centrale dei falsi ruderi di Villa Torlonia.[36]
- un togato di età augustea-prima età tiberiana (prima meta del I secolo d.C.) restaurato dal Cavaceppi.[35], in marmo lunense.[37]
Dapprina, nel 1802, fu inserita nel Palazzo Torlonia, successivamente fu interessata da interventi di restauro nel piede destro, la zona bassa del collo, il braccio destro e la mano sinistra[37]; la testa di marmo che fu rinvenuta assieme fu ritenuta inizialmente non pertinente.[37]

##### Scalinata

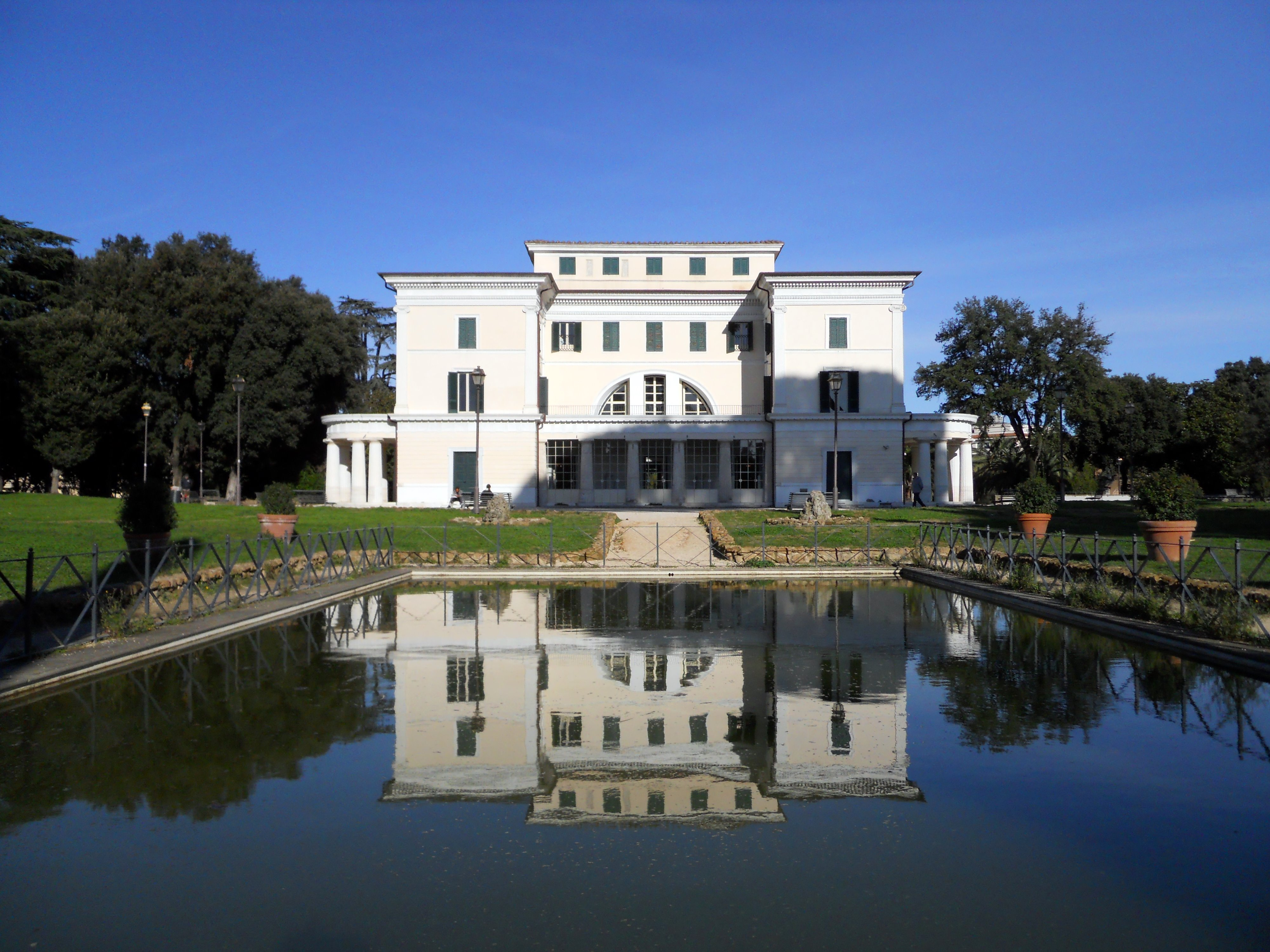
Il casino nobile visto dal retro, si può notare il lago artificiale

La scalinata congiunge il pianterreno col piano nobile e fu costruita dal Caretti in un piccolo spazio, con scalini sono in marmo e ringhiera balaustrata in bronzo cesellato, entrambi opera di Filippo Ghirlanda.
Sulla scalinata vi è una statua rappresentante un torso di Heracle in marmo lunense di età adrianea (prima metà del II secolo d.C.-primi decenni del III secolo d.C.) su erma moderna, restaurato dal Cavaceppi. Durante il restauro Cavaceppi aveva segato le gambe della statua per montarla su un'erma moderna in base alla moda in voga all'epoca ed all'influenza di Johann Joachim Winckelmann. La parte retrostante è volutamente incompleta per dare risalto al fronte. Heracle viene raffigurato in età matura con barba folta e riccioli con una tenia torta, mentre il torace mostra la possanza muscolare. Sulla spalla sinistra è allacciata la leontè e la mano sinistra regge la clava. a statua è riconducibile all'Heracles bibax o Heracles dexioumenos della IIª metà del IV secolo a.C.; proviene dal palazzo Torlonia di piazza Venezia, poi inserito in una delle nicchie esterne del teatro di Villa Torlonia.

##### Anticamera
La scalinata immette all'anticamera del piano nobile composta della loggia del pronao. Qui i soffitti sono decorati da Decio Trabalza con rappresentazioni dell'Aurora, del Giorno e della Notte.
Nell'anticamera vi sono le seguenti statue:
- busto di virile loricato attribuito alla bottega Cavaceppi (fine XVIII secolo), originariamente posto nella balaustra presso il vicino Casino dei Principi. È in marmo di Carrara. e da alcuni forellini procurati col trapano ed altri motivi stilistici il busto viene attribuito al laboratorio di Cavaceppi. Indossa una corazza a squame ed un drappo detto paludamentum tenuto da una bulla circolare. Sotto la corazza vi è una tunica[41].
- busto virile della bottega Cavaceppi (fine XVIII secolo)[40], che pure indossa una corazza, un paludamentum ed è in marmo di Carrara. Dalle maniche risaltano due pteryges. Nonostante che manchi la testa, dalle foto d'archivio si può notare una somiglianza con Traiano.[42]
- Busto virile loricato con Gorgone della prima età antonina (metà II secolo d.C.),[40] in marmo microasiatico. Sulla spalla sinistra un paludamentum è sorretto da una bulla, e sulla spalla destra uno spallaccio ad edera cuoriforme è sorretto da un laccio.[43]

##### Sala di Bacco

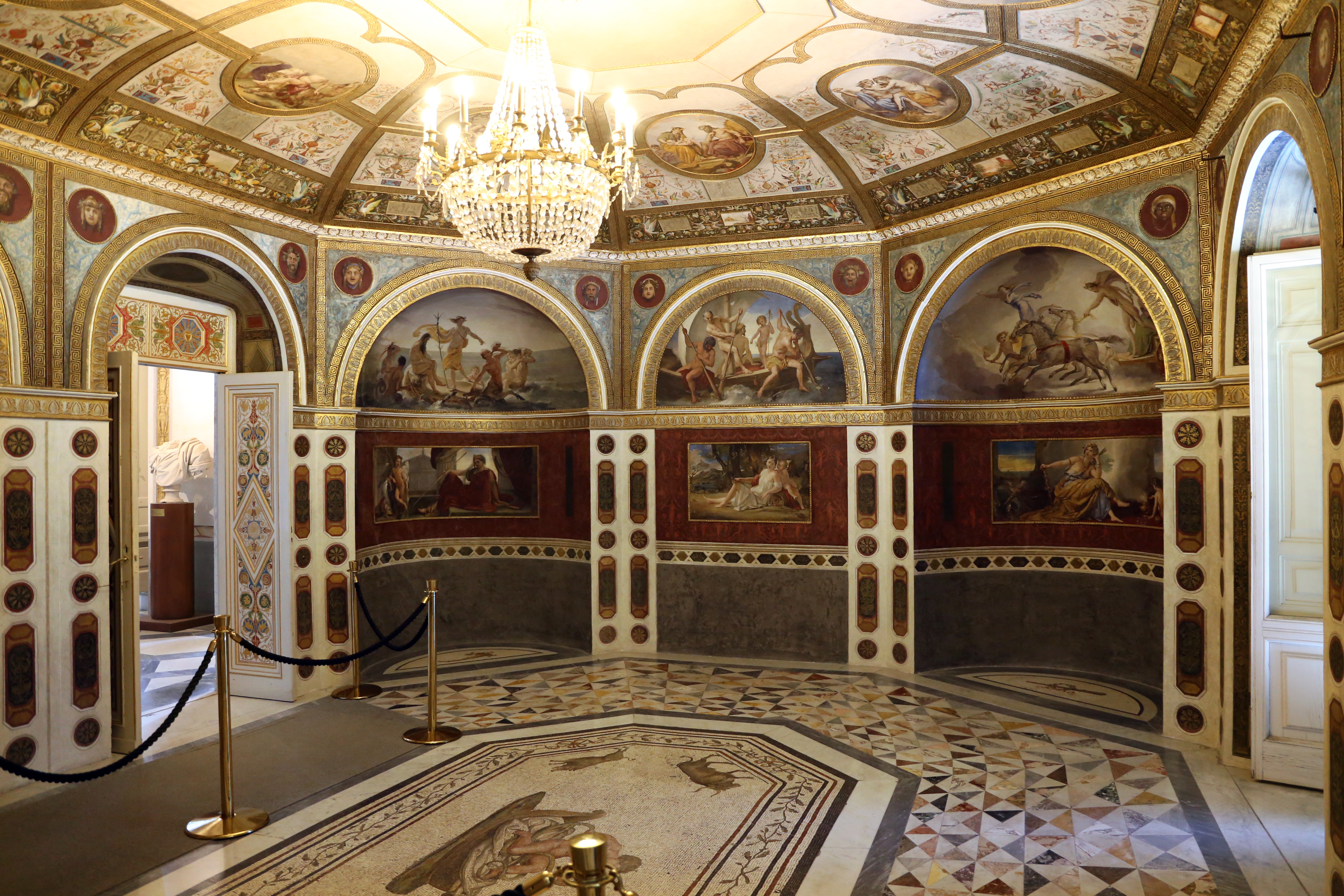
La sala di Bacco

Chiamata così per gli affreschi delle Storie del mito di Bacco, realizzati da Francesco Podesti; lo stesso pittore dipinse in questa sala anche gli affreschi delle Quattro stagioni e dei Tre continenti. L'affresco del soffitto rappresentante Bacco che incontra Arianna è in parte perduto a causa di un crollo, ma rimangono integri tutti i dipinti delle pareti. Gli affreschi del Podesti sono incorniciati da una struttura in stile grottesco del Caretti. Il pavimento è costituito da un mosaico colorato raffigurante Ercole bambino che strozza i serpenti.

##### Camera gotica
È stata quasi interamente affrescata e mosaicizzata dal Caretti in stile gotico.

Le vetrate sono dipinte a trompe-l'œil. Il pavimento è mosaicizzato con tessere di marmo sempre in stile gotico.
2 tondi nel soffitto raffigurano altrettanti episodi della Gerusalemme liberata:
- Erminia tra i pastori[45]
- ed Armida che rapisce Rinaldo addormentato.[45]

##### Gabinetto di Venere
Trattasi di una piccola stanza con soffitto a cassettoni con al centro un riquadro attribuito a Luigi Coghetti, La toletta di Venere.

##### Camera da letto
Come conclusione dei due lati vi erano altrettante camere da letto con panneggi a cortine da letto a baldacchino con, al centro, dei riquadri inerenti a "La Toletta di Venere" e "Psiche portata dai Venti" di Pietro Paoletti.
Dall'archivio del Tempo si è potuto risalire ai mobili originari, sono stati poi ritrovati fortuitamente nel 1997 in un deposito ministeriale:
- un armadio
- un comò
- una consolle
- 2 comodini
- una poltroncina
- una sedia

La stanza è in stile neobarocco ed è databile agli inizi del Novecento. Appartenne a Giovanni Torlonia junior, indi a Benito Mussolini dal 1923 al 1943.
Il letto è realizzato su una base lignea di olmo con placcature in noce. Le colonne laterali sono impreziosite da decorazioni tortili e volute. Le coperte sono vivacemente colorate in giallo simil ottone e rosso cardinale. Le 2 testate sono arricchite da volute ed i piedi del letto da intagli. I piedi anteriori constano di prolungamenti costituiti da colonnine a tortiglioni.
I due comodini ed il comò con maniglie antropomorfe sono in stile seicentesco ligure. Una credenza ornata di lesene è posta su una base a gradino.
L'arredo è completato da una consolle con tre cassetti poggia su una base composta da volute e putti. Due colonnette lignee si ergono a forma di candelabro e forse reggevano uno specchio.
Non sono esposti l'armadio e la specchiera.

##### Stanza di passaggio
Questa stanza venne usata da Mussolini come budoir ed è ricoperta da carta da parati. Un restauro ha portato alla luce un piccolo fregio ed un affresco dello stesso stile della Sala di Bacco.
Cappella di Alessandro

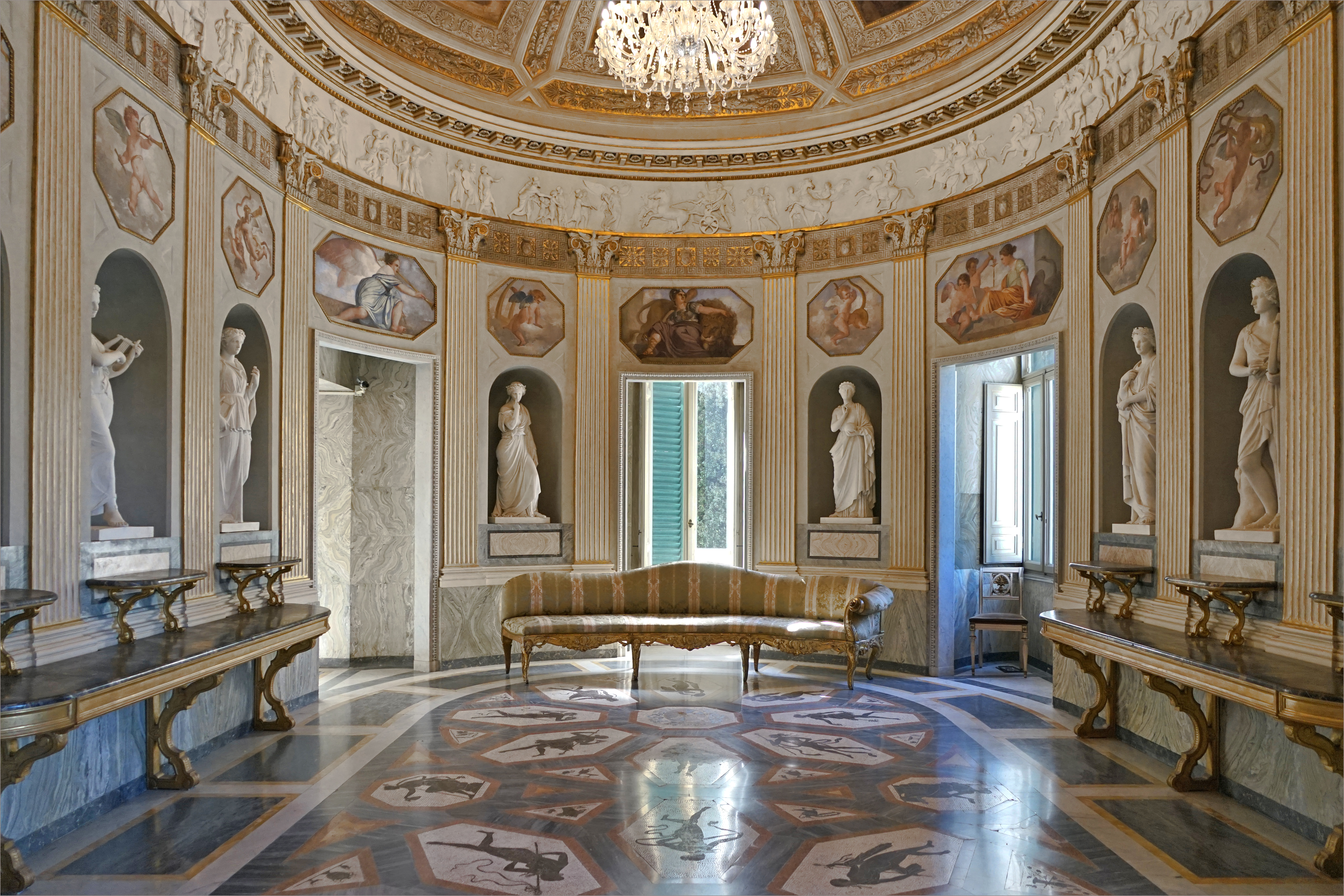
La cappella di Alessandro

Tra il 1833 ed il 1840 fu inserita nel Casino nobile una cappella che risulta già scomparsa nel 1905, se ne persero le tracce fino al 1997 quando nei sotterranei del teatro di Villa Torlonia ne sono stati ritrovati alcuni arredi e frammenti di decorazioni architettoniche. Secondo Giuseppe Cecchetelli l'autore delle sculture e di alcuni dipinti pare essere Carlo Aureli. Ai lati del paliotto vi sono due angeli che sostengono un drappo con un cartiglio con la scritta Ave Maria.
Nella cappella sono esposti:
- formella con angelo, in gesso, attribuito a Carlo Aureli, 1840 circa;[50] L'angelo è raffigurato alato e di profilo con la testa girata a sinistra, con le mani regge una tiara con drappeggi..[51]
- formella polilobata con puttini, in gesso con tracce di doratura, attribuita a Carlo Aureli, 1840 circa;[50][52]
- frammenti di pavimento cosmatesco di ignoto, inizio XIX secolo;[50], con semicerchi, stelle e motivi geometrici.[53]
- lunetta con Madonna e santi, in gesso con tracce di doratura, attribuita a Carlo Aureli, 1840 circa[50] La Madonna, purtroppo oggi tronca, è raffigurata seduta in trono con sue santi sulla destra ed uno sulla sinistra.[54]
- un paliotto in marmo di Carrara con due angeli, attribuito a Carlo Aureli, 1840 circa,[50] che raffigura due angeli che reggono con una mano il paliotto con su scritto AVE MARIA, con l'altra mano sorreggono un drappo.[55]

##### Camera egizia
Così chiamata per gli affreschi alle pareti d'ispirazione egizia di Luigi Fioroni rappresentanti delle storie di Cleopatra e Marco Antonio.

Gli affreschi sono circondati da un affresco a cornice con geroglifici, colonne finte e architetture di basalto finte di Caretti.

La pavimentazione è realizzata con marmo e bardiglio, con 2 mosaici raffiguranti ancora delle storie di Cleopatra e Antonio.
Le scene degli affreschi sono così strutturate:
- Incontro di Antonio e Cleopatra;[56]
- Incoronazione di Antonio e Cleopatra[56]
- e Cleopatra inginocchiata davanti ad Antonio.[56]

##### Sala di Alessandro
Come attestano gli arredi, questa camera anticamente era utilizzata come sala da pranzo. ˜È completamente affrescata con scene richiamanti Alessandro il Macedone (con allusione elogiativa al committente Alessandro Torlonia). Il fregio a bassorilievo raffigura il trionfo di Alessandro a Babilonia, opera di Bertel Thorvaldsen.
Sulle pareti vi sono dipinte delle allegorie. Il pavimento è realizzato a commesso con scene zodiacali, realizzato da Carlo Seni, in uno stile detto "all'etrusca". Sulle edicole alle pareti sono poste delle statue di Apollo e delle muse di Alessandro Magno della scuola di Thorvaldsen e Pietro Tenerani, sormontate da allegorie esplicative di Francesco Coghetti.

#### Il Museo della Scuola Romana
Questo museo è sito al 2º piano del Casino Nobile.
Le opere esposte, perlopiù quadri, sono inerenti a un periodo che spazia dalla Prima e la seconda guerra mondiale ed appartengono alla "Scuola di via Cavour" ed al realismo romano.
Tra le opere vi sono esposti lavori di:
- Corrado Cagli;[58]
- Giuseppe Capogrossi;[58]
- Mario Mafai;[58]
- Fausto Pirandello;[58]
- Renato Guttuso;[58]
- Luigi Bartolini;[58]
- Antonio Donghi;[58]
- Antonietta Raphaël;[58]
- Francesco Trombadori;[58]
- Emanuele Cavalli;[58]
- Renzo Vespignani;[58]
- Leoncillo Leonardi;[58]
- Guglielmo Janni;[58]
- Riccardo Francalancia;[58]
- Mirko Basaldella;[58]
- Ferruccio Ferrazzi;[58]
- Roberto Melli;[58]
- Alberto Ziveri.[58]

Tra le opere esposte vi sono:
- autoritratti di Ferrazzi, Ziveri, Mafai;[58]
- Ragazzo che uccide il serpente, di M. Basaldella;[58]
- alcune vedute di Roma;[58]
- Fuga da Sodoma, di A. Raphaël;[58]
- nature morte di Francalancia e Trombadori.[58]